# Carlo Cattaneo (matematico)

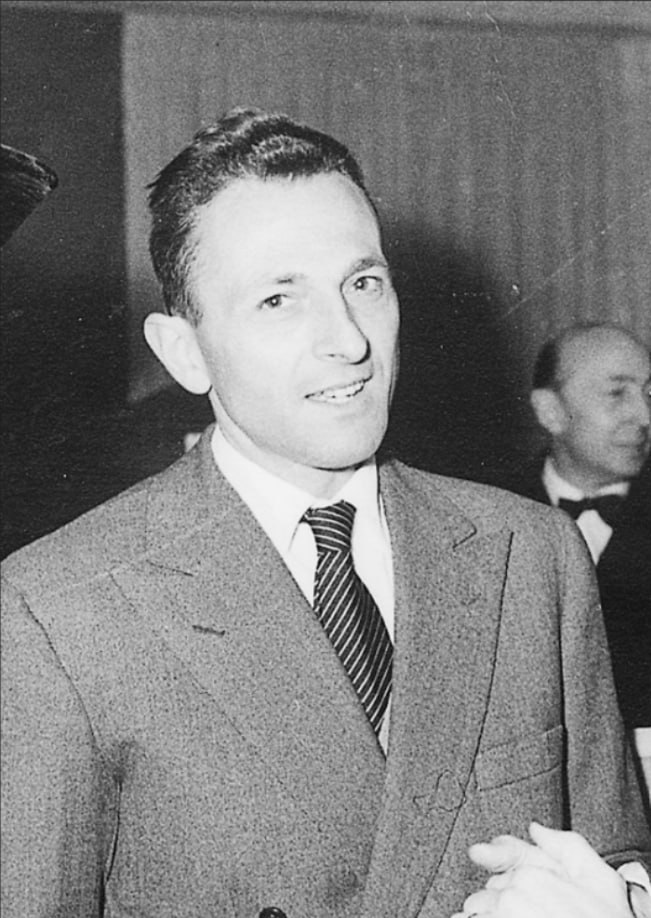
Foto di Carlo Cattaneo (anni '50), famoso matematico e fisico italiano. Ha dato contributi importanti in Meccanica classica e relativistica ed in teoria dell'elasticità.

Carlo Cattaneo (San Giorgio Piacentino, 31 ottobre 1911 – Roma, 7 marzo 1979) è stato un matematico e fisico italiano.

## Biografia e carriera
Dopo gli studi classici a Roma, si laureò prima in ingegneria civile, nel 1934, quindi in matematica, nel 1936, a La Sapienza, con Tullio Levi-Civita, di cui ne fu assistente, alla cattedra di meccanica razionale tenuta dal Levi-Civita fino al 1939, quando, estromesso dall'insegnamento per le leggi razziali, gli subentrò Antonio Signorini. In quegli anni, anche Giulio Krall contribuì alla sua formazione di ricercatore.
Conseguita la libera docenza in meccanica razionale nel 1940, tenne per incarico la cattedra di fisica matematica a Roma fin quando, conseguito l'ordinariato in meccanica razionale nel 1949, gli fu assegnata la cattedra a Pisa, in cui vi rimase fino al 1959, anno in cui ritornò a Roma, alla cattedra di meccanica razionale che fu del Signorini. A Pisa, comunque, continuò a ritornavi spesso per tenere periodicamente seminari e corsi di lezione alla Scuola Normale Superiore.
Nel 1975, passò alla cattedra di teorie relativistiche, appositamente creata per lui, che tenne fino al 1979. Qui, formò una scuola di relatività (ad indirizzo fisico-matematico), tra i cui allievi ricordiamo Silvano Bonazzola, Vittorio Cantoni, Gaetano Caricato e Giorgio Ferrarese che ne assunse la cattedra di teorie relativistiche, continuando l'opera di didattica (sia scrivendo anch'egli, sulla scia dell'opera già svolta dal Cattaneo, apprezzati testi universitari di fisica matematica relativistica, che organizzando congressi e giornate-studio a partecipazione internazionale) e di ricerca del maestro.
È stato uno dei protagonisti della fisica matematica italiana negli anni sessanta e settanta. Invitato in diverse università ed istituzioni scientifiche sia straniere che nazionali, dal 1973 al 1977 è stato vicepresidente del Comitato Nazionale per la Matematica del Consiglio Nazionale delle Ricerche, nonché membro del Consiglio Direttivo del Centro Linceo interdisciplinare e del comitato di redazione degli Annali di Matematica Pura ed Applicata. Tra i riconoscimenti ricevuti, l'elezione a membro dell'International Committee on General Relativity nel 1962, nonché la laurea honoris causa ricevuta dall'Università di Lille. È stato socio nazionale dell'Accademia Nazionale dei Lincei, socio corrispondente dell'Accademia delle Scienze di Torino e dell'Istituto Lombardo di Scienze e Lettere. Ricevette pure il Premio Vallauri dell'Accademia delle Scienze di Torino.
Ha vissuto assieme a Ida Cattaneo Gasparini, sua moglie dal 1942, anche lei matematica e docente ordinario di geometria a La Sapienza, che si dedicò prevalentemente alla geometria differenziale.

## Attività didattica e di ricerca
I suoi studi e le sue ricerche hanno riguardato perlopiù la meccanica razionale, la meccanica dei continui e la teoria della relatività, trattata, quest'ultima, dal punto di vista della fisica matematica classica. I suoi lavori iniziali, risalenti ai primi anni '40, sia per la sua iniziale formazione d'ingegnere che per l'influsso di Levi-Civita, Signorini e Krall, riguardarono la meccanica analitica dei sistemi rigidi, la meccanica delle strutture e la teoria dell'elasticità. In una seconda fase, poi, si dedicò alla teoria della propagazione ondosa nei mezzi continui come anche a problematiche di termomeccanica. 
Successivamente, nel suo terzo e più vasto periodo di ricerca, dai primi anni '50 in poi, si volse alla teoria della relatività, con risultati originali divenuti noti a livello internazionale. Infatti, fin dagli anni '50, è stato più volte invitato da André Lichnerowicz a tenere corsi di lezione al Collège de France sulle sue ricerche in teoria relativistica dei mezzi continui. Al contempo, molti erano gli studiosi e ricercatori stranieri che partecipavano alle scuole estive periodicamente organizzate dal Cattaneo.
Dal punto di vista didattico, l'attenzione e la cura che ha sempre prestato all'insegnamento sono testimoniati dalla stesura di validi manuali, esemplari per la chiarezza ed il rigore della trattazione, di meccanica razionale, meccanica analitica, meccanica dei fluidi e, soprattutto, di relatività, con la pubblicazione dei primi testi universitari italiani in relatività generale e le sue applicazioni in meccanica dei continui, apprezzati anche all'estero.

## Opere
- Esercizi di meccanica razionale, Tumminelli Editore, Roma, 1946 (con successive edizioni).
- Appunti di statica grafica, Tipografia Tacchi, Pisa, 1950 (con successive ristampe).
- Lezioni di meccanica razionale, Libreria Scientifica Giordano Pellegrini, Pisa, 1958 (con successive edizioni).
- Introduzione all'analisi infinitesimale, SEI, Torino, 1958.
- (a cura di) Vedute e problemi in relatività generale, CIME, Sestriere (Torino), 1958, Fondazione CIME, Firenze, 1958.
- La formulation relative des lois physiquies en relativité générale, cours au Collège de France, Paris, 1961.
- Introduzione alla teoria einsteiniana della gravitazione, appunti dal corso di fisica matematica dell'Anno Accademico 1960-61 raccolti da G. Caricato e G. Ferrarese, Libreria Eredi Virgilio Veschi, Roma, 1961 (con successive ristampe).
- (a cura di) Relatività generale, CIME, Salice d'Ulzio (Torino), 1964, Edizioni Cremonese, Roma, 1965.
- Appunti di meccanica analitica, La Goliardica Editrice, Roma, 1969.
- (a cura di) Relativistic Fluid Dynamics, CIME, Bressanone 1970, Edizioni Cremonese, Roma, 1971.
- Introduction a la théorie macroscopique des fluides relativistes, leçons au Collège de France, Paris, 1971.
- Elementi di statica grafica (con G. Tedone), IV edizione, Libreria Scientifica Giordano Pellegrini, Pisa, 1972.
- Appunti di meccanica relativistica, La Goliardica Editrice, Roma, 1972 (con successive edizioni).
- Complementi di relatività, La Goliardica Editrice, Roma, 1978.
- Teoria macroscopica dei continui relativistici, Quaderni dell'Unione Matematica Italiana, N. 15, Pitagora Editrice, Bologna, 1980.
- Elementi di teoria della propagazione ondosa, Quaderni dell'Unione Matematica Italiana, N. 20, Lezioni raccolte da S. Pluchino, Pitagora Editrice, Bologna, 1981.